# Don't Leave Me This Way
Don't Leave Me This Way är en låt skriven av Kenneth Gamble, Leon Huff och Cary Gilbert och ursprungligen inspelad av Harold Melvin & the Blue Notes år 1975. Låten blev senare även en hit med Thelma Houston och The Communards.

## Harold Melvin & the Blue Notes version
The Blue Notes släppte låten som singel 1975 med To Be Free to Be Who We Are på B-sidan och den finns även med på deras album Wake Up Everybody. Deras version tog sig upp på tredje plats på Billboardlistan i USA och på femte plats på listorna i Storbritannien. I Sverige tog den sig som bäst upp till trettonde plats på listorna.

## Thelma Houstons version
Thelma Houston gjorde en cover på låten 1976 och hon gjorde en discoversion. Hennes tolkning blev en internationell hit och toppade Billboardlistan i en hel vecka i april 1976. I Storbritannien tog sig som bäst upp till trettonde plats på listorna. En remix av Houstons version släpptes 1995 och även den blev en hit. VH1 har gjort en lista med titeln "100 Greatest One-hit Wonders" där ligger Houstons tolkning av Don't Leave Me This Way på plats 86.
Houstons version spelas även i Spike Lees film Summer of Sam samt i filmen Var finns Mr. Goodbar?.

## The Communards version
Många år senare, 1986, gjorde The Communards en cover på låten. Deras version toppade hitlistorna i Storbritannien i fyra veckor i september 1986 - det blev den mest sålda skivan det året. Jazzsångerskan Sarah Jane Morris medverkade på inspelningen. I USA gick deras version lite sämre, där den tog sig upp till plats 40 på Billboardlistan. 
Det gjordes många remixer av The Communards versions. En av dem, med titeln Son of Gotham City Mix, är nästan 23 minuter lång.

## Andra versioner
Även många andra artister har tolkat låten, däribland:
- Isaac Hayes
- Gerard Joling
- Andy Abraham
- The Temptations
- Sheena Easton
- Cher
- Jason Donovan